# Подоба, Григорий Ефимович
Григорий Ефимович Подоба (22 января 1908 — 22 июня 1985) — советский военный лётчик, генерал-майор авиации, участник Великой Отечественной войны.

## Биография
Родился 23 (по другим данным — 22 января 1908 года) в селе Куберле (ныне — посёлок Красноармейский Орловского района Ростовской области). В 1927 году окончил семь классов школы. Проживал в Ростовской области. Член ВКП(б) с 1930 года.
В октябре 1930 года Пролетарским райвоенкоматом призван на службу в Рабоче-крестьянскую Красную Армию. В октябре 1931 года окончил полковую школу 67-го кавалерийского полка, в марте 1932 года — учебный автобронетанковый эскадрон в Новочеркасске, после чего командовал бронемашиной танковой бригады, дислоцированной в Наро-Фоминске. В декабре 1933 года окончил Ворошиловградскую военную авиационную школу лётчиков, после чего служил младшим лётчиком, лётчиком, старшим лётчиком в различных авиационных частях.
С мая 1942 года — на фронтах Великой Отечественной войны. Воевал в составе Авиации дальнего действия. Начал воевать в должности заместителя по лётной подготовке командира эскадрильи 840-го авиаполка 113-й авиадивизии в звании старшего лейтенанта. Совершал боевые вылеты на бомбардировки скоплений войск и боевой техники противника, бомбил Полтаву, Курск и ряд других населённых пунктов. Уже к июлю 1942 года совершил 15 боевых вылетов, за что был представлен к первой своей боевой награде — ордену Красного Знамени.
11 августа 1942 года был сбит, но весь экипаж сумел выпрыгнуть на парашютах. С декабря 1942 года командовал эскадрильей 840-го авиаполка, который в марте 1943 года был преобразован в 20-й гвардейский.
К августу 1943 года совершил 101 успешный боевой вылет, нанеся противнику большие потери в живой силе и технике. Бомбил противника в Орле, Брянске, Карачеве, Запорожье, Пскове, Сталино (ныне — Донецк), Гомеле, Орше, Киеве, Могилёве. За боевые отличия командир 20-го гвардейского бомбардировочного авиаполка подполковник Сергей Александрович Гельбак в августе 1943 года представил Подобу к званию Героя Советского Союза, однако вышестоящее командование в лице командира 3-й гвардейской авиадивизии АДД СССР генерал-майора И. К. Бровко изменило представление на орден Ленина, которым лётчик и был награждён.

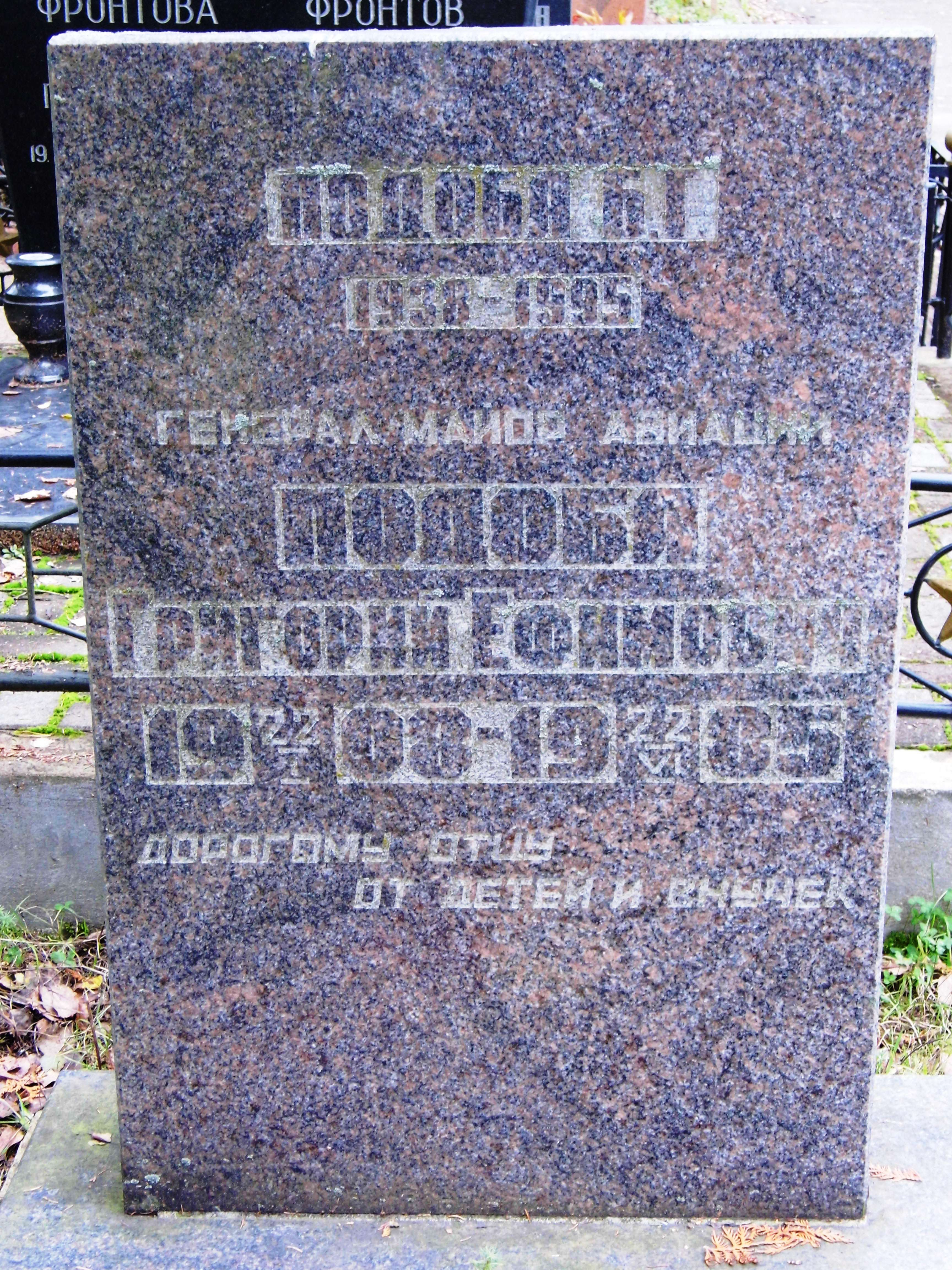
Могила Подобы на Новом кладбище Смоленска

С октября 1943 года — заместитель командира 20-го гвардейского бомбардировочного авиаполка. Помимо боевых вылетов, занимался подготовкой молодых экипажей. К июню 1944 года лично обучил 17 экипажей. Конец войны встретил командиром 20-го гвардейского бомбардировочного авиаполка. За время участия в боевых действиях совершил 150 боевых вылетов, 4 из которых — на дальние цели.
После окончания войны продолжил службу в Советской Армии. В октябре 1949 года окончил курсы усовершенствования командного и начальствующего состава штабов дивизий при Военно-воздушной академии.
С октября 1955 года — командир 139-й гвардейской тяжелой бомбардировочной авиационной дивизией, с августа 1956 года — начальник 30-й военной авиационной офицерской школой боевого применения дальней авиации.
Уволен в запас в июне 1959 года в звании генерал-майора. Жил в Рязани, затем переехал в Смоленск.
Скончался 22 июня 1985 года на 78-м году жизни. Похоронен на аллее Почёта Нового кладбища Смоленска.

## Награды
- два ордена Ленина (18.9.1943[2], 1955)
- два ордена Красного Знамени (18.8.1942, 1950)
- орден Александра Невского (8.8.1944)[2]
- два ордена Отечественной войны 1-й степени (2.6.1945[2], 6.4.1985[3])
- орден Красной Звезды (6.11.1945)[4]
- медали[8], в том числе:
  - За оборону Сталинграда (22.12.1942)[2]
  - За боевые заслуги (3.11.1944)
  - За оборону Ленинграда
  - За победу над Германией
  - За взятие Будапешта (9.6.1945)[4]
  - 30 лет Советской Армии и Флота